# Alcun non mi consigli
Alcun non mi consigli es un madrigal a 3 voces con bajo continuo perteneciente al noveno libro de madrigales de Claudio Monteverdi. 
Cada una de las voces canta una de las tres estrofas en las que se divide el madrigal, terminando cada una de ellas en una verso que se canta en conjunto a manera de estribillo.

## Texto
| Original en Italiano ALCUN NON MI CONSIGLI Se ben il cor perdei, ch’abbandoni colei ch’è la mia vita ancor, che cruda e fera che se ben vuol ch’io pera e che la speme mia ne port’il vento non me n’adiro no, non me ne pento. Ben s’affatica in vano Chi m’addita il mio male El contrastar non vale Ché beltà che severa un cor diletta: sì dolce è la saetta 22 che se ben brama il cor fiamma e tormento non me n’adiro no, non me ne pento. Perché lo stral di morte Esce dagli occhi belli, perché gl’auri capelli son la catena, e quel tenace nodo in cui stretto mi godo, e perché se le piace il mio lamento non me n’adiro no, non me ne pento. | Traducción al español QUE NADIE ME ACONSEJE, Aunque yo pierda el corazón, Abandonar a aquella Que es todavía mi vida, que es cruel y dura, Que quisiera mi muerte Y que mis esperanzas las llevara el viento. Yo no me enfado, yo no me arrepiento. En vano se fatiga Quien lamenta mis penas No hay para qué luchar Pues desea el corazón beldad severa. Tan dulce es la saeta, Que si bien trae llamas y tormentos Yo no me enfado, yo no me arrepiento. Pues el dardo mortal, Viene de ojos tan bellos, Y son esos cabellos La cadena y el nudo Cuyo rigor yo gozo, Y porque a ella le placen mis lamentos, Yo no me enfado, yo no me arrepiento. |